# لونات پوتزولو
لونات پوتزولو (به ایتالیایی: Lonate Pozzolo) یک کومونه در ایتالیا است که در استان وارزه واقع شده‌است.

## خصوصیات
لونات پوتزولو ۲۹ کیلومترمربع مساحت و ۱۱٬۷۸۵ نفر جمعیت دارد و ۲۰۵ متر بالاتر از سطح دریا واقع شده‌است.

## خواهرخوانده
شهرهای چیرو مارینا و سن رافائل، کالیفرنیا خواهرخوانده‌های لونات پوتزولو هستند.